# Kai Linnilä

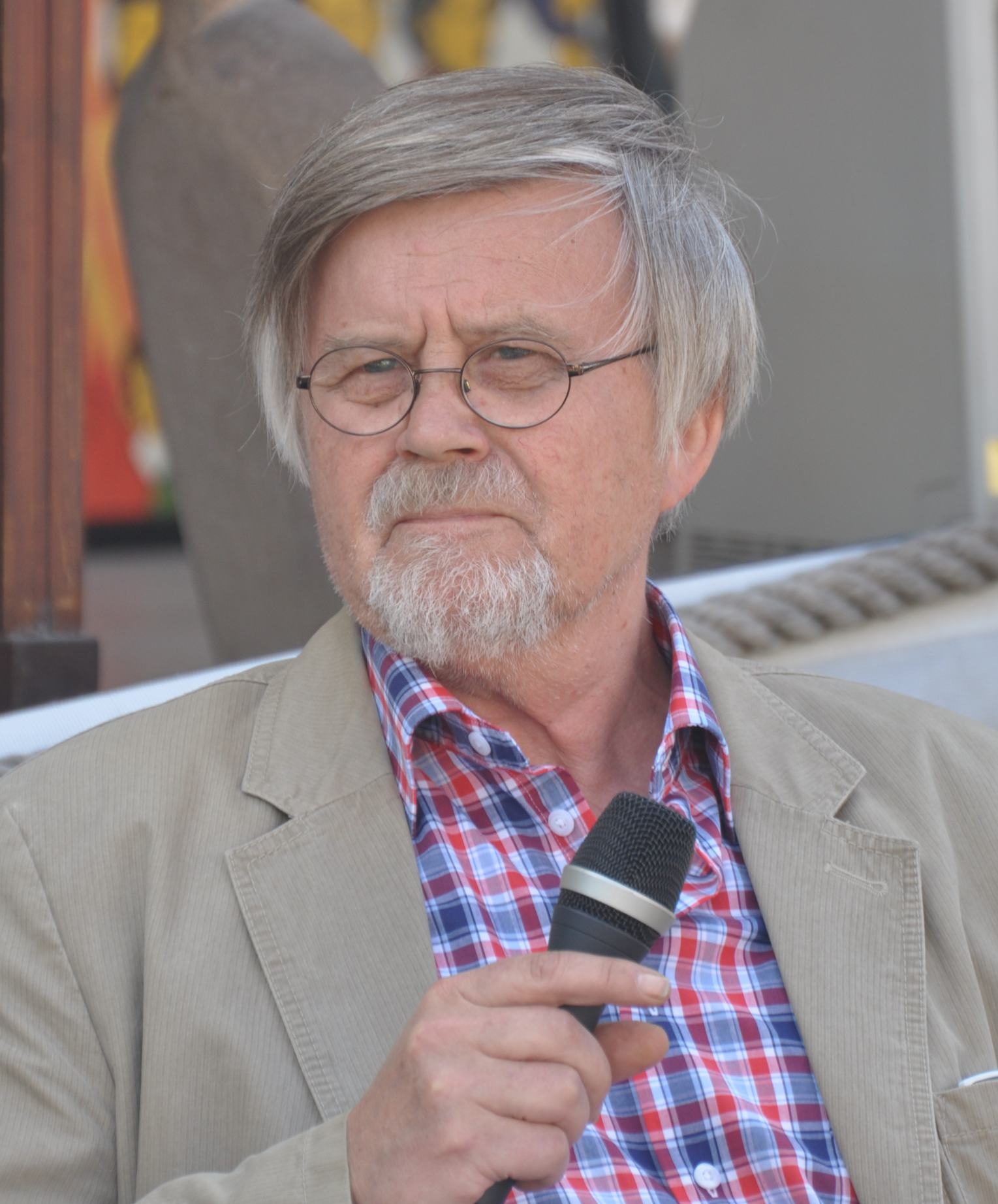
Kai Linnilä, 2012.

Kai Lauri Linnilä, född 23 juli 1942 i Uleåborg, död 24 augusti 2017, var en finländsk journalist, författare och förläggare.
Linnilä avlade kandidatexamen i humanistiska vetenskaper 1968. Han skrev en rad populärt hållna kulturhistoriska verk, bland annat Suomalaisia taiteilijakoteja (1982) och en svit med kulturguider där olika finländska landskap presenterades. Han redigerade översiktsverk där bröderna von Wrights konstnärskap presenterades för finsk publik samt ansvarade för redigeringen av det rikt illustrerade praktverket Suuriruhtinaan Suomi, som utkom i fem band 2003–2004. Därtill medverkade han som kåsör i flera landsortstidningar.
År 1974 gifte han sig med författaren Kaari Utrio.